# Colonel Moutarde (dessinatrice)
Pour les articles homonymes, voir Colonel Moutarde.
Colonel Moutarde (pseudonyme de Christelle Ruth), née le 2 janvier 1968 à Guérande, est une illustratrice et auteure de bande dessinée française.

## Biographie
Autodidacte dans le domaine de l'illustration, Christelle Ruth participe notamment à des fanzines tels que Le Goinfre et Jade avant de participer à Spirou. Son pseudonyme (Colonel Moutarde), qu'elle utilise à partir de 1995, provient du jeu de Cluedo.
Dans la série Le Meilleur de moi, prépubliée dans Spirou entre 1999 et 2001, Colonel Moutarde illustre le quotidien de son scénariste et compagnon, Philippe Dumez.
Avec Johnny Rien à foutre, elle adapte en bandes dessinées le journal de Andy, un mystérieux punk canadien, qui racontait sa vie de tous les jours dans le fanzine I'm Johnny and I don't give a fuck, tiré à quelques centaines d'exemplaires et découvert par hasard par son compagnon Philippe Dumez dans une librairie du côté de Chicago.
Dans le  magazine de bandes dessinées Capsule cosmique, Colonel Moutarde dessine les aventures de Grenadine et Mentalo. Un premier album sort aux Éditions Milan en janvier 2006 et un second l'année suivante. La série cesse avec la disparition de Capsule Cosmique, mais une adaptation animée est produite à partir de 2010 par le studio Patoon-Animation/HLC.[réf. nécessaire]
À partir de 2007, avec Brigitte Luciani elle publie la série jeunesse Maïa (sélection jeunesse au festival d'Angoulême 2011) chez Dargaud et, chez Delcourt, trois albums d'inspiration oulipienne : L'Espace d'un soir,, où les pages sont découpées en bandes montrant chacune un étage où se déroule l'histoire, Comédie d'amour,, où le narrateur interagit avec les protagonistes, et Histoires cachées,, prévu pour être lu une première fois d'une traite, puis une seconde en découpant les pages dont les cahiers, dont les tranches sont restées intactes, massicotées.
Elle exerce également dans le domaine de la publicité (Hôtel Meurice, La Redoute, Primagaz, la RATP, Lu, Danone, Faure, Nivéa) et de la mode, et collabore pour la presse (Okapi, Astrapi, DLire, Les Inrockuptibles, Madame Figaro, Cosmopolitan, Marie Claire, Anna, Frau, Vogue Japon).[réf. nécessaire]

## Œuvre

### Séries en bande dessinées
- Le Meilleur de moi, scénario de Philippe Dumez, Éditions Dupuis :
  - Entrechats, 2000  (ISBN 2-8001-2999-9)[13]
  - La Force est avec moi, 2001   (ISBN 2-8001-3135-7) ;
  - Enfantillages, 2002  (ISBN 2-8001-3235-3).

- Grenadine et Mentalo, Éditions Milan :
  - Haut les mains peau de pingouin !, 2006  (ISBN 2745918842) ;
  - Fille ou Glaçon ?, 2007  (ISBN 978-2-7459-2573-2).

- L'Espace d'un soir, scénario de Brigitte Luciani, Éditions  Delcourt, 2007[14].
  - L'espace d'un soir, 2007  (ISBN 2756004731)
  - Comédie d'amour, 2008  (ISBN 978-2-7560-1133-2).
  - Histoires cachées, 2009  (ISBN 978-2-7560-1597-2)

- La BD des filles, scénario d'Anne Baraou, Éditions Dargaud :
  - La BD des filles, 2007  (ISBN 97822150-4708-7) ;
  - Battements de cœur, 2008  (ISBN 2215046163) ;
  - Sable et Galets, 2009  (ISBN 2215048212) ;
  - Moi, ça m'intéresse, 2010  (ISBN 2215049111).

- Maïa, scénario de Brigitte Luciani, Éditions Dargaud :
  - La Boite de Pandore, 2010  (ISBN 2205063294) ;
  - Un secret bien gardé, 2011  (ISBN 2205067230) ;
  - Le cadeau des dieux, 2011  (ISBN 978-2205-06781-1).

- Charlotte et son cheval, chez BD kids
  - La saison des pommes, 2014
  - La saison des galops, 2017
  - La saison des z'amours (à paraître)

### One-shoten bandes dessinées
- Johnny rien-à-foutre, scénario d'Andy, Éditions PLG, 2001  (ISBN 2-9515578-1-7).
- La soupe au poivre, scénario de Nathalie Dargent, Éditions PLG, 2012  (ISBN 2917837101)

### Séries jeunesse
- Bijou et Yiyi, textes de Nathalie Dargent, Éditions Gautier-Languereau (2013-2014) 
Le tour du monde de Yiyi
La machine à laver les bisous
La petite souris
Chouette, il pleut
Un très grand jour
On est tous déguisés (ISBN 9782013944731)
- Les Chabadas, textes de Daniel Picouly, éd. Belin Jeunesse
Pym's au grand cœur
Z'Yeux d'or super star
Persan contre les Ninchas volants
Bogart contre les Chalkomes
Course-poursuite dans le métro
Le drakkar maudit
La pyramide fantôme
Love story à Londres
Défi dans les arêtes de Rome
Le mystérieux secret de Néfertiti
Branle-bas de combat chez les gaulois
Les 4 chevaliers au grand cœur
Qui sera le maître du feu ?
Le mystérieux prisonnier de Versailles
L'incroyable Odyssée d'Ulysse
- Sherlock Yack, zoo-détective, textes de Michel Amelin, éd. Milan (2006-2007)
Qui a piégé Pingouin ? (ISBN 978-2745923172)
Qui a explosé le flamant rose ? (ISBN 978-2745923196)
Qui a étranglé le tigre ? (ISBN 978-2745923189)
Qui a noué le Python ? (ISBN 978-2745925756)
Qui a saucissonné l'éléphant blanc ? (ISBN 978-2745925749)
Qui a zigouillé le koala ? (ISBN 978-2745926562)
Qui a liquidé le raton laveur ? (ISBN 978-2745926579)
- L'année de Jules, textes d'Hubert Ben Kemoun, éd. Rageot
La surprise des surprises
Notre grande sortie du mois
Prêts pour le spectacle ?
De l'argent dans les poches
Un poisson dans le dos
Notre pirate préféré
Le jour des amoureux
C'est si long d'attendre
Qui a peur du contrôle ?
Tous à la fête
- L'année de Clarisse, textes d'Hubert Ben Kemoun, éd. Rageot
Encore des poux !
La super photo de classe
Une poésie pour demain
Un cartable pour la rentrée
Le match filles-garçons
Un mercredi trop rempli

### Divers jeunesse
Sauf mention contraire, Colonel Moutarde est illustratrice.
- Zoé et la sorcière du quatrième, texte de Thierry Lenain, Milan, 2005
- Un Noël ébouripoustouflant, Gautier Languereau, 2013
- L'histoire du lion qui ne savait pas compter, Glénat, coll. « Ptit Glénat », 2013
- À Chouchou pour la vie, Sarbacane, 2014
- Les gâteaux porte-bonheur, Glénat, coll. « Ptit Glénat », 2013
- Alice in Wonderland, Campbell, 2015
- Colonel Moutarde et Yaël Hassan, Défi d'enfer, Bayard Jeunesse, coll. « J'aime lire Plus », 5 janvier 2006, 61 p. (ISBN 978-2-7470-2001-5)

### Contes
- Élodie Fondacci (textes) et Colonel Moutarde (Illustrations), Casse-Noisette, Paris, Gautier Languereau, coll. « Histoires en musique », 10 juin 2015 (ISBN 978-2-01-397889-7)
- Colonel Moutarde, La Belle et la Bête, Auzou, 2014
- Colonel Moutarde, Blanche-Neige, Toulouse, Milan, 8 janvier 2014 (ISBN 978-2-7459-6197-6)
- Colonel Moutarde, Le vilain petit canard, Milan, 2015

### Documentaires jeunesse
Sauf mention contraire, Colonel Moutarde est l'illustratrice.
- Chez le docteur, Larousse, coll. « Ma Baby encyclopédie », 2013
- Les chevaliers, Larousse, coll. « Ma Baby encyclopédie », 2013
- Le château à déplier, Paris, Albin Michel jeunesse, coll. « Petite enfance », 2015, 8 p. (ISBN 978-2-226-31531-1)
- Stéphane Frattini (textes), Les gros mots, Toulouse, Milan, coll. « Mes p'tites questions Milan », 15 avril 2015, 37 p. (ISBN 978-2-7459-6785-5)
- Christine Naumann-Villemin (textes), Les dents, Milan, coll. « Mes p'tites questions Milan », 2016
- Pascale Hédelin (textes), Les animaux de compagnie, Toulouse, Milan, coll. « Mes p'tites questions Milan », 4 avril 2018, 37 p. (ISBN 978-2-7459-9442-4)
- Colonel Moutarde (texte et dessins), Connaître et protéger la petite faune urbaine, éditions Marabout, 31 mars 2021, 128 p., 195 × 195 mm (EAN 9782501160209, présentation en ligne)

### Dessin animé
- 2010 : Grenadine et Mentalo, trois saisons de 26 épisodes (78 épisodes de 7' au total)[15]
- 2011 : Sherlock Yack, une saison de 52 épisodes de 13 minutes, d'après les romans de Michel Amelin.

### Micro-édition
Aux Éditions Tout tout seul, avec Mac Plane, pour des tirages de 30 à 50 exemplaires (épuisés, n'ayant apparemment pas tous véritablement existé au-delà du titre ou de la couverture ; cette liste est donc à considérer avec circonspection) :
- Soyez Cake ;
- Cakou poche ;
- Le Rouge et le Cake ;
- Les Rougon Macake ;
- Tout toute une année ;
- Metalcake ;
- Jamais sans mon cake ;
- Le bon, la Brute et le Cake ;
- Cake 2000 ;
- Summer Cake ;
- Summertime in Saint-Nazaire ;
- Summertime in Saulieu ;
- Summertime in New York ;
- Summertime à la maison ;
- Summertime in Montreal ;
- Summertime in Concarneau.